# Cañada de Benatanduz
Cañada de Benatanduz ist eine Gemeinde in der Provinz Teruel in der Autonomen Region Aragón in Spanien. Sie liegt in der Comarca Maestrazgo und hatte 2024 39 Einwohner.

## Lage und Klima
Cañada de Benatanduz liegt etwa 55 Kilometer (Luftlinie) in nordöstlicher Richtung von der Provinzhauptstadt Teruel und etwa 125 Kilometer (Luftlinie) südsüdöstlich von Saragossa in einer Höhe von ca. 1420 m. Das Klima ist gemäßigt und warm. Es gibt das ganze Jahr über Regen (insgesamt 649 mm). Die Jahresdurchschnittstemperatur beträgt 10,1 °C.

## Bevölkerungsentwicklung
| Jahr      | 1970 | 1981 | 1991 | 2001 | 2011 | 2021 |
| Einwohner | 253  | 91   | 82   | 58   | 39   | 34   |

Die Mechanisierung der Landwirtschaft sowie die Aufgabe bäuerlicher Kleinbetriebe und der daraus resultierende Verlust an Arbeitsplätzen haben seit der Mitte des 20. Jahrhunderts zu einer Landflucht geführt.

## Sehenswürdigkeiten

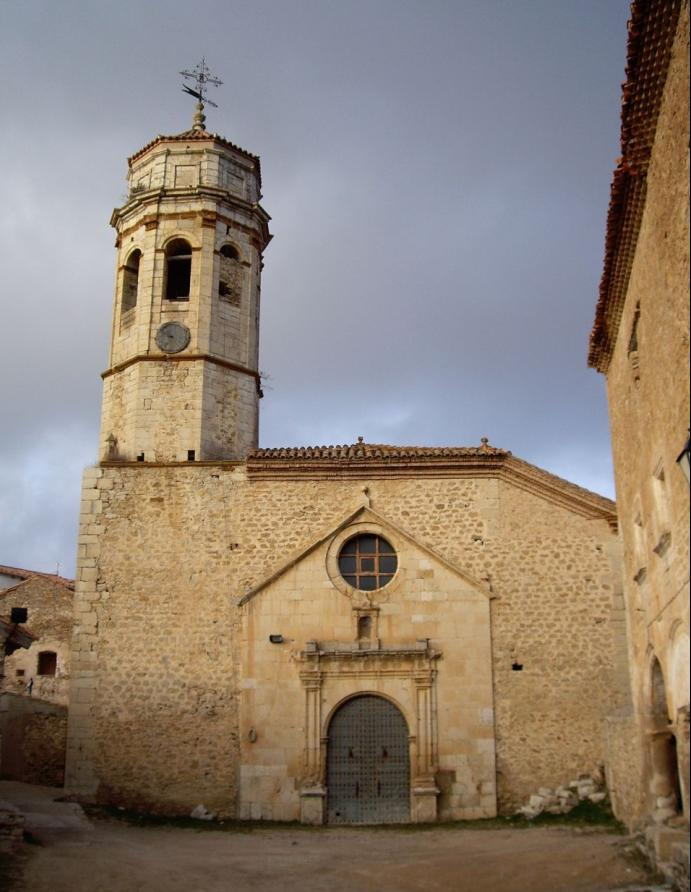
Kirche Mariä Himmelfahrt
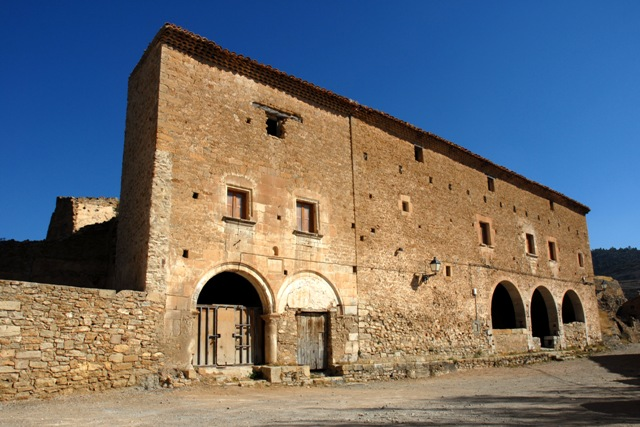
Rathaus

- Christopheruskapelle
- Rathaus, früheres Siechenhaus

- Kirche Mariä Himmelfahrt
- Rathaus